# Distretto di Ludewa
Il distretto di Ludewa è uno dei distretti in cui è amministrativamente suddivisa la regione di Njombe in Tanzania. È suddiviso nelle seguenti 25 circoscrizioni:
- Ibumi
- Iwela
- Kilondo
- Lifuma
- Luana
- Ludende
- Ludewa
- Lugarawa
- Luilo
- Lumbila
- Lupanga
- Lupingu
- Madilu
- Madope
- Makonde
- Manda
- Masasi
- Mavanga
- Mawengi
- Milo
- Mkongobaki
- Mlangali
- Mundindi
- Nkomang'ombe
- Ruhuhu

| Controllo di autorità | VIAF (EN) 124385307 · LCCN (EN) n84112572 · J9U (EN, HE) 987007567039805171 |